# Vila Verde
Vila Verde är en kommun i Braga i Portugal. Den hade 47 546 invånare år 2014.
Kommunen är indelad i 34 freguesias:

- Aboim da Nóbrega e Gondomar
- Atiães
- Cabanelas
- Carreiras (São Miguel) e Carreiras (Santiago)
- Cervães
- Coucieiro
- Dossãos
- Escariz (São Mamede) e Escariz (São Martinho)
- Esqueiros, Nevogilde e Travassós
- Freiriz
- Geme
- Lage
- Lanhas
- Loureira
- Marrancos e Arcozelo
- Moure
- Oleiros
- Oriz (Santa Marinha) e Oriz (São Miguel)
- Parada de Gatim
- Pico
- Pico de Regalados, Gondiães e Mós
- Ponte
- Prado (São Miguel)
- Ribeira do Neiva
- Sabariz
- Sande, Vilarinho, Barros e Gomide
- Soutelo
- Turiz
- Vade
- Valbom (São Pedro), Passô e Valbom (São Martinho)

Vila Verdes freguesias år 2013.

- Valdreu
- Vila de Prado
- Vila Verde e Barbudo